# Paul Weiss (Philosoph)
Paul Weiss (* 19. Mai 1901 in New York; † 5. Juli 2002 in Washington) war ein US-amerikanischer Philosoph.

## Leben
Weiss war der Sohn des aus Ungarn stammenden jüdischen Einwanderers Samuel Weiss und der aus Deutschland stammenden Emma, geborene Rothschild. Sein Vater arbeitete als Spengler, seine Mutter als Dienstmädchen. Die Familie lebte in einer stark jüdisch geprägten Umgebung an der Lower East Side. Nach der Public School besuchte Weiss die Handelshochschule, wo er Stenografie und Maschinenschreiben lernte. Im Anschluss übte er verschiedene Jobs aus, bevor er sich 1924 am College of the City of New York einschrieb. Hier wurde er durch Morris Raphael Cohen mit der Philosophie des Pragmatismus bekannt gemacht. In dieser Zeit lernte er Victoria Brodkin kennen, die er 1928 heiratete und mit der er zwei Kinder, Judith (1935) und Jonathan (1939) bekam. Seine Frau starb bereits 1953.
Nach dem Abschluss am College im Jahr 1927 mit „cum laude“ ging Weiss nach Harvard, wo er unter anderem bei  Étienne Gilson, William Ernest Hocking, C.I. Lewis und Ralph Barton Perry studierte. Unter Alfred North Whitehead erlangte er 1929 seinen PhD. Als Mitarbeiter von Charles Hartshorne hat Weiss in den folgenden Jahren an der Aufbereitung und Herausgabe der Collected Papers von Charles Sanders Peirce gearbeitet, die in sechs Bänden in den Jahren 1931 bis 1936 erschienen.
Weiss selbst wechselte nach einem Jahr Unterricht in Harvard und Radcliffe 1931 an das Bryn Mawr College, wo er 15 Jahre lang Philosophie unterrichtete. Im Jahr 1946 nahm er das Angebot an, an der Yale University am Lehrstuhl von Brand Blanshard tätig zu werden. Nachdem die zunächst befristete Stelle in eine unbefristete Position umgewandelt wurde, blieb er bis zum Pensionsalter in Yale, zuletzt als Sterling Professor of Philosophy. In Yale begründete Weiss die Zeitschrift The Review of Metaphysics im Jahr 1947 und die Metaphysical Society of America im Jahr 1950. In dieser Zeit betreute Weiss eine Vielzahl von Dissertationen, u. a. die von Richard Rorty (1956). 1966/67 war Paul Weiss President der Eastern Division der American Philosophers Association. Seine Presidential Adress hatte das Thema: „Separate and Equal, but Integrated“.
Nach seiner Verabschiedung in Yale wurde Weiss von der Fordham University ein Lehrstuhl angeboten. Dieses wurde nach kurzer Zeit jedoch aus Altersgründen zurückgezogen, woraufhin Weiss 1971 im Alter von 69 Jahren wegen Altersdiskriminierung klagte. Er verlor jedoch den in der Öffentlichkeit viel beachteten Prozess. Stattdessen wurde Weiss Heffer Professor of Philosophy an der Catholic University of America in Washington, D.C. Als man dort den jährlich zu erneuernden Vertrag nicht mehr verlängern wollte, weil Weiss das Alter von inzwischen 90 Jahren erreicht hatte, drohte dieser erneut mit Klage. Daraufhin wurde seine Tätigkeit für zwei weitere Jahre verlängert, bevor er endgültig in den Ruhestand ging. Bis kurz vor seinem Tod arbeitete Weiss an weiteren Veröffentlichungen.

## Lehre
Weiss gilt als ein in der Tradition verhafteter Philosoph, der die modernen Formen der analytischen Philosophie ablehnte. Sein Schwerpunkt lag in Fragen der Metaphysik und der Kosmologie. Hierzu wird sein Werk „Being and Other Realities“ (1995) oft genannt. Obwohl Schüler von Whitehead vertrat er eine klare Verteidigung der Substanzmetaphysik. Für Weiss besteht zwischen den natürlichen Objekten, unserem Wissen über diese und unserer Bezugnahme (Referenz) auf diese eine dialektische Beziehung. Dies liegt daran, dass die Natur unserer kognitiven Fähigkeiten keine unmittelbare Beschreibung der Gegenstände zulässt. Vielmehr muss darauf Rücksicht genommen werden, wie sie in der menschlichen Erfahrung erscheinen. Wissenschaften, Kunst und auch die Philosophie haben für Weiss nicht die Aufgabe, neue Weltbilder zu entwerfen. Sie sollen sich vielmehr so weit wie möglich an die tägliche Erfahrung halten und nur dort Korrekturen vornehmen, wo die Erkenntnis zu Widersprüchen zwischen den Vorstellungen der Alltagswelt und den Forschungsergebnissen der Wissenschaften führt.
Für Weiss konstituiert das Sein eine Vielheit von Individuen, deren Zusammenhalt durch vier universelle Strukturebenen (Domains) gewährleistet wird. Diese vier Sphären sind die der Person, der menschlichen Welt, der Natur sowie des Kosmos. An anderer Stelle beschreibt Weiss die vier Weisen des Seins als Aktualität, Idealität, Existenz und Gott. Weiss konstruierte damit einen ähnlichen ontologischen Stufenbau wie etwa Nicolai Hartmann. Weitere, zum Teil viel beachtete Beiträge leistete Weiss zur Philosophie des Sports, der Kunst, der Religion, zur Logik und  zur politischen Philosophie.

## Schriften
- Reality, Southern Illinois University Press, Carbondale 1938
- Modes of Being, Southern Illinois University Press, Carbondale 1958
- Our Public Life, Bloomington, Indiana University Press 1959
- Nine Basic Arts, Southern Illinois University Press, Carbondale 1961
- The World of Art, Southern Illinois University Press, Carbondale 1961
- History: Written and Lived, Southern Illinois University Press, Carbondale 1962
- The God We Seek, Southern Illinois University Press, Carbondale 1964
- The Making of Men, Southern Illinois University Press, Carbondale 1967
- Right & Wrong:  A Philosophical Dialogue between Father and Son, Southern Illinois University Press, Carbondale 1967
- Beyond All Appearances, Southern Illinois University Press, Carbondale 1974
- Cinematics, Southern Illinois University Press, Carbondale 1975 (Review; PDF; 34 kB)
- Creativity and Common Sense. Essays in Honor of Paul Weiss, State University of New York Press, Albany (N.Y.) 1987
- Philosophy in Process, Vol. 1–11, Southern Illinois University Press, Carbondale 1966–1989
- Being and Other Realities, Open Court, Chicago 1995
- Emphatics, Vanderbilt University Press, Nashville 2000
- Surrogates, Indiana University Press, Bloomington (IN) 2002 (posthum)